# Мостыки
Мостыки (бел. Мастыкі) — деревня в Берёзовском районе Брестской области Беларуси. Входит в состав Стригинского сельсовета.

## География
Деревня находится в центральной части Брестской области, на левом берегу реки Ясельды, к югу от озера Белого, на расстоянии приблизительно 18 километров (по прямой) к юго-востоку от города Берёза, административного центра района. Абсолютная высота — 143 метра над уровнем моря. Площадь населённого пункта — 1,4699 км².

## История
По состоянию на 1905 год, в Мостыках проживало 182 человека. В административном отношении деревня входила в состав Песковской волости Слонимского уезда Гродненской губернии.
Согласно Рижскому мирному договору (1921), деревня вошла в состав межвоенной Польши. Входила в состав гмины Пески Косовского повета Полесского воеводства Польши. В 1921 году числилось 230 жителей, проживавших в 38 домах. В этническом составе населения того периода белорусы составляли 96 %, поляки — 3 %, евреи — 1 %.
С 1939 года в БССР, с 1940 года деревня в составе Высоковского сельсовета. В 1962 году объединена с деревней Олесец в единый населённый пункт, получивший название Мостыки.

## Население
По данным переписи 2019 года, в деревне проживало 75 человек.
| Год  | Население, человек |
| ---- | ------------------ |
| 1905 | 182                |
| 1921 | ↗ 230              |
| 2009 | ↘ 123              |
| 2019 | ↘ 75               |